# Evio
evio（エヴィオ）は、トミーが2003年に発売した電子ヴァイオリン、音楽ゲーム（プラグ&プレイ型ゲーム機）。

## 概要
「イージーヴァイオリン」と銘打った、ヴァイオリンに似た形の電子玩具で、弓を動かすことで疑似演奏ができる。ヴァイオリンの弦にあたる部分に赤外線方式の光学センサーを搭載し、スリットを印刷して反射板を兼ねた弓を通過させることでセンサーが反応する。通過スピードを動かした距離に応じて音の強弱や長短を調節できる。また、フレット上部にある「ビブラートキー」を押すことで、音を震わせる演奏効果を足すことができる。ただし、あくまで疑似演奏であり、任意の音階を演奏することはできず、弓が反応した際には本体や外部専用メディアに収録された曲のメロディーが演奏されるのみである。
電源は単三電池が4本必要。別売りのACアダプタもあるが、本機と同じくXaviXテクノロジーを採用している他の電子玩具のものを流用することができる。
テレビにRCA端子で接続してガイドなどの映像が出力される電子玩具だが、本体にスピーカーや3.5mmヘッドフォンジャックが内蔵されており、単体でも演奏が楽しむことができる。テレビに接続した際に選べる演奏モードは、タイミングよく演奏してレベルの評価がされる音楽ゲームとなっているものが中心である。本体には6曲が内蔵されているほか、10曲ずつ収録されている別売りのevioメディアを装着すれば別の曲も演奏でき、中にはゲーム性を強めたものも発売されている。
2003年11月には、2台で協奏曲を演奏するためのコンチェルト通信ケーブルと、協奏曲を収録したevioメディアを発売した。また、本機の別バージョン・廉価版として、テレビ出力機能やヘッドフォン端子をカットして、evioメディアも非対応にした代わりに内蔵曲を50曲に増やし、マイク入力を追加した「エヴィオジュニア」（evio.Jr）が2004年5月に発売されている。こちらはサイズが小さく、単三電池3本で動く。なお、本機は当初、トミーが展開する電子楽器シリーズ「Simple Concert」の第1弾として発表された製品だったが、本機以外に同シリーズの製品は発売されなかった。
テレビCMなどのイメージキャラクターには高嶋ちさ子が起用され、のちに「高嶋ちさ子セレクション」のevioメディアも発売された。高嶋は本機について、「とにかく『この値段（税別7,000円）で本当に儲けがあるんですか?』と言いたくなるほど、よくできている」と評価し、「ヴァイオリンを弾くうえでの、弓の動かし方や構え方の練習にもなる」「絶対音感を養うのには最適」「簡単にヴァイオリンの醍醐味が味わえるevioで、子供たちにヴァイオリンにもっと興味を持って欲しい」と期待を寄せている一方、本体の重量が本物よりも重く、サイズは本物より小さめである点を指摘している。

## 収録曲

### evio本体
| 曲名 | 曲名            | 出典                 |
| ---- | --------------- | -------------------- |
| 1    | さんぽ          | となりのトトロ       |
| 2    | TSUNAMI         | サザンオールスターズ |
| 3    | 少年時代        | 井上陽水             |
| 4    | First Love      | 宇多田ヒカル         |
| 5    | 結婚行進曲      | メンデルスゾーン     |
| 6    | 四季 春第一楽章 | ビバルディ           |

### evioメディア
| No.  | 曲名                                    | 曲名                                                | 出典                                                              | 備考 |
| eM1  | 「エヴィオセレクション 01」             | 「エヴィオセレクション 01」                         | 「エヴィオセレクション 01」                                       | 「エヴィオセレクション 01」 |
| ---- | --------------------------------------- | --------------------------------------------------- | ----------------------------------------------------------------- | --- |
| eM1  | 1                                       | 大きな古時計                                        |                                                                   | |
| eM1  | 2                                       | COLORS                                              | 宇多田ヒカル                                                      | |
| eM1  | 3                                       | G線上のアリア                                       | J.S.バッハ                                                        | |
| eM1  | 4                                       | いつも何度でも                                      | 千と千尋の神隠し                                                  | |
| eM1  | 5                                       | ミニハムずの結婚ソング                              | ミニハムず                                                        | |
| eM1  | 6                                       | エレクトリカルパレード                              | ディズニー                                                        | |
| eM1  | 7                                       | もらい泣き                                          | 一青窈                                                            | |
| eM1  | 8                                       | 夜空ノムコウ                                        | SMAP                                                              | |
| eM1  | 9                                       | フラワー                                            | KinKi Kids                                                        | |
| eM1  | 10                                      | バイオリン協奏曲                                    | メンデルスゾーン                                                  | |
| eM2  | 「エヴィオセレクション 02」             | 「エヴィオセレクション 02」                         | 「エヴィオセレクション 02」                                       | 「エヴィオセレクション 02」 |
| eM2  | 1                                       | 世界に一つだけの花                                  | SMAP                                                              | |
| eM2  | 2                                       | AS FOR ONE DAY                                      | モーニング娘。                                                    | |
| eM2  | 3                                       | Voyage                                              | 浜崎あゆみ                                                        | |
| eM2  | 4                                       | 君をのせて                                          | 天空の城ラピュタ                                                  | |
| eM2  | 5                                       | It's a small world                                  | ディズニー                                                        | |
| eM2  | 6                                       | ドナドナ                                            |                                                                   | |
| eM2  | 7                                       | アイネクライネナハトムジーク                        | モーツァルト                                                      | |
| eM2  | 8                                       | カノン                                              | パッヘルベル                                                      | |
| eM2  | 9                                       | 涙そうそう                                          | 夏川りみ                                                          | |
| eM2  | 10                                      | 地上の星                                            | 中島みゆき                                                        | |
| eM3  | 「アニメミックス 1」                    | 「アニメミックス 1」                                | 「アニメミックス 1」                                              | 「アニメミックス 1」 |
| eM3  | 1                                       | GRIP!                                               | Every Little Thing （犬夜叉）                                     | |
| eM3  | 2                                       | 風のららら                                          | 倉木麻衣 （名探偵コナン）                                         | |
| eM3  | 3                                       | true blue                                           | ZONE （鉄腕アトム）                                               | |
| eM3  | 4                                       | 風になる                                            | つじあやの （猫の恩返し）                                         | |
| eM3  | 5                                       | やさしさに包まれたなら                              | 荒井由実 （魔女の宅急便）                                         | |
| eM3  | 6                                       | ハッピー♥ラッキー〜お願いミルモ〜                   | KAEDE-CHAN （ミルモでポン!）                                      | |
| eM3  | 7                                       | プリティ・ケーキ・マジック                          | Kaede+Cheek Fairy （ミルモでポン!）                               | |
| eM3  | 8                                       | 迷Q!?-迷宮-MAKE★YOU-                                | 岸本早未 （探偵学園Q）                                            | |
| eM3  | 9                                       | ナージャ!                                           | 本田美奈子 （明日のナージャ）                                     | |
| eM3  | 10                                      | ムーンライト伝説                                    | Dali （美少女戦士セーラームーン）                                 | |
| eM4  | 「I love クラシック 1」                 | 「I love クラシック 1」                             | 「I love クラシック 1」                                           | 「I love クラシック 1」 |
| eM4  | 1                                       | エリーゼのために                                    | ベートーベン                                                      | |
| eM4  | 2                                       | 田園 第1楽章                                        | ベートーベン                                                      | |
| eM4  | 3                                       | 白鳥の湖                                            | チャイコフスキー                                                  | |
| eM4  | 4                                       | ツィゴイネルワイゼン                                | サラサーテ                                                        | |
| eM4  | 5                                       | 天国と地獄                                          | オッフェンバック                                                  | |
| eM4  | 6                                       | ボレロ                                              | ラヴェル                                                          | |
| eM4  | 7                                       | 熊蜂の飛行                                          | リムスキー＝コルサコフ                                            | |
| eM4  | 8                                       | わが祖国 より モルダウ                              | スメタナ                                                          | |
| eM4  | 9                                       | 主よ人の望みの喜びよ                                | J.S.バッハ                                                        | |
| eM4  | 10                                      | ハンガリア舞曲 第5番                                | ブラームス                                                        | |
| eM5  | 「ヒーリングエアー 1」                  | 「ヒーリングエアー 1」                              | 「ヒーリングエアー 1」                                            | 「ヒーリングエアー 1」 |
| eM5  | 1                                       | energy flow                                         | 坂本龍一                                                          | |
| eM5  | 2                                       | 愛のうた                                            | ストロベリー・フラワー                                            | |
| eM5  | 3                                       | 月のしずく                                          | RUI                                                               | |
| eM5  | 4                                       | ワダツミの木                                        | 元ちとせ                                                          | |
| eM5  | 5                                       | アヴェ マリア                                       | J.S.バッハ                                                        | |
| eM5  | 6                                       | WILL                                                | 中島美嘉                                                          | |
| eM5  | 7                                       | SAY YES                                             | CHAGE&ASKA                                                        | |
| eM5  | 8                                       | Best Friend                                         | Kiroro                                                            | |
| eM5  | 9                                       | 愛のあいさつ                                        | エルガー                                                          | |
| eM5  | 10                                      | 情熱大陸                                            | 葉加瀬太郎with小松亮太                                            | |
| eM6  | 「ドラマミックス 1」                    | 「ドラマミックス 1」                                | 「ドラマミックス 1」                                              | 「ドラマミックス 1」 |
| eM6  | 1                                       | 踊る大捜査線のテーマ                                | （踊る大捜査線）                                                  | |
| eM6  | 2                                       | 古畑任三郎のテーマ                                  | （古畑任三郎）                                                    | |
| eM6  | 3                                       | Ride on time                                        | 山下達郎 （GOOD LUCK!）                                           | |
| eM6  | 4                                       | ラブストーリーは突然に                              | 小田和正 （東京ラブストーリー）                                   | |
| eM6  | 5                                       | Everything                                          | Misia （やまとなでしこ）                                          | |
| eM6  | 6                                       | 空と君のあいだに                                    | 中島みゆき （家なき子）                                           | |
| eM6  | 7                                       | 孤独なカウボーイ                                    | 矢井田瞳 （伝説のマダム）                                         | |
| eM6  | 8                                       | 殺しのテーマ                                        | （必殺仕事人）                                                    | |
| eM6  | 9                                       | 琉球ムーン                                          | 国仲涼子 （ちゅらさん2）                                          | |
| eM6  | 10                                      | 遥かなる大地より                                    | さだまさし （北の国から）                                         | |
| eM7  | 「ピュアキッス 1」                      | 「ピュアキッス 1」                                  | 「ピュアキッス 1」                                                | 「ピュアキッス 1」 |
| eM7  | 1                                       | 亜麻色の髪の乙女                                    | 島谷ひとみ                                                        | |
| eM7  | 2                                       | fragile                                             | Every Little Thing                                                | |
| eM7  | 3                                       | SEASONS                                             | 浜崎あゆみ                                                        | |
| eM7  | 4                                       | Don't wanna cry                                     | 安室奈美恵                                                        | |
| eM7  | 5                                       | 花火                                                | aiko                                                              | |
| eM7  | 6                                       | I'm proud                                           | 華原朋美                                                          | |
| eM7  | 7                                       | 未来予想図Ⅱ                                         | ドリームズカムトゥルー                                            | |
| eM7  | 8                                       | PRIDE                                               | 今井美樹                                                          | |
| eM7  | 9                                       | M                                                   | プリンセスプリンセス                                              | |
| eM7  | 10                                      | LOVE2000                                            | hitomi                                                            | |
| eM8  | 「ハードソウル 1」                      | 「ハードソウル 1」                                  | 「ハードソウル 1」                                                | 「ハードソウル 1」 |
| eM8  | 1                                       | 熱き鼓動の果て                                      | B'z                                                               | |
| eM8  | 2                                       | 口唇                                                | GLAY                                                              | |
| eM8  | 3                                       | HEAVEN'S DRIVE                                      | L'Arc-en-Ciel                                                     | |
| eM8  | 4                                       | バンビーナ                                          | 布袋寅泰                                                          | |
| eM8  | 5                                       | 歌舞伎町の女王                                      | 椎名林檎                                                          | |
| eM8  | 6                                       | 奇跡の地球                                          | 桑田佳祐&Mr.Children                                              | |
| eM8  | 7                                       | ROSIER                                              | LUNA SEA                                                          | |
| eM8  | 8                                       | MARIONETTE                                          | BOØWY                                                             | |
| eM8  | 9                                       | 夢見る少女じゃいられない                            | 相川七瀬                                                          | |
| eM8  | 10                                      | ENDLESS RAIN                                        | X-JAPAN                                                           | |
| eM9  | 「エヴィオセレクション 03」             | 「エヴィオセレクション 03」                         | 「エヴィオセレクション 03」                                       | 「エヴィオセレクション 03」 |
| eM9  | 1                                       | Do it! Now                                          | モーニング娘。                                                    | ハロー!プロジェクトの曲のみ収録。 |
| eM9  | 2                                       | ここにいるぜぇ!                                     | モーニング娘。                                                    | ハロー!プロジェクトの曲のみ収録。 |
| eM9  | 3                                       | I wish                                              | モーニング娘。                                                    | ハロー!プロジェクトの曲のみ収録。 |
| eM9  | 4                                       | 恋愛レボリューション21                              | モーニング娘。                                                    | ハロー!プロジェクトの曲のみ収録。 |
| eM9  | 5                                       | 恋のダンスサイト                                    | モーニング娘。                                                    | ハロー!プロジェクトの曲のみ収録。 |
| eM9  | 6                                       | ちょこっとLOVE                                      | プッチモニ                                                        | ハロー!プロジェクトの曲のみ収録。 |
| eM9  | 7                                       | ミニモニ。数え歌 お風呂ば〜じょん                   | ミニモニ。                                                        | ハロー!プロジェクトの曲のみ収録。 |
| eM9  | 8                                       | ね〜え?                                             | 松浦亜弥                                                          | ハロー!プロジェクトの曲のみ収録。 |
| eM9  | 9                                       | ブギートレイン'03                                   | 藤本美貴                                                          | ハロー!プロジェクトの曲のみ収録。 |
| eM9  | 10                                      | SHALL WE LOVE?                                      | ごまっとう                                                        | ハロー!プロジェクトの曲のみ収録。 |
| eM10 | 「アニメスペシャル ポケットモンスター」 | 「アニメスペシャル ポケットモンスター」             | 「アニメスペシャル ポケットモンスター」                           | 「アニメスペシャル ポケットモンスター」 |
| eM10 | 1                                       | アドバンス・アドベンチャー 〜Advanced Adventure〜   |                                                                   | アニメ版『ポケットモンスター』の主題歌を収録。パッケージには『ポケットモンスター アドバンスジェネレーション』のロゴが入っている。 10曲目はテレビBGMオーケストラアレンジ。 |
| eM10 | 2                                       | そこに空があるから                                  |                                                                   | アニメ版『ポケットモンスター』の主題歌を収録。パッケージには『ポケットモンスター アドバンスジェネレーション』のロゴが入っている。 10曲目はテレビBGMオーケストラアレンジ。 |
| eM10 | 3                                       | Ready Go!                                           |                                                                   | アニメ版『ポケットモンスター』の主題歌を収録。パッケージには『ポケットモンスター アドバンスジェネレーション』のロゴが入っている。 10曲目はテレビBGMオーケストラアレンジ。 |
| eM10 | 4                                       | ポケッターリ モンスターリ                           |                                                                   | アニメ版『ポケットモンスター』の主題歌を収録。パッケージには『ポケットモンスター アドバンスジェネレーション』のロゴが入っている。 10曲目はテレビBGMオーケストラアレンジ。 |
| eM10 | 5                                       | OK!                                                 |                                                                   | アニメ版『ポケットモンスター』の主題歌を収録。パッケージには『ポケットモンスター アドバンスジェネレーション』のロゴが入っている。 10曲目はテレビBGMオーケストラアレンジ。 |
| eM10 | 6                                       | ライバル!                                           |                                                                   | アニメ版『ポケットモンスター』の主題歌を収録。パッケージには『ポケットモンスター アドバンスジェネレーション』のロゴが入っている。 10曲目はテレビBGMオーケストラアレンジ。 |
| eM10 | 7                                       | めざせポケモンマスター                              |                                                                   | アニメ版『ポケットモンスター』の主題歌を収録。パッケージには『ポケットモンスター アドバンスジェネレーション』のロゴが入っている。 10曲目はテレビBGMオーケストラアレンジ。 |
| eM10 | 8                                       | ニャースのパーティ                                  |                                                                   | アニメ版『ポケットモンスター』の主題歌を収録。パッケージには『ポケットモンスター アドバンスジェネレーション』のロゴが入っている。 10曲目はテレビBGMオーケストラアレンジ。 |
| eM10 | 9                                       | アドバンス・アドベンチャー （オーケストラアレンジ） |                                                                   | アニメ版『ポケットモンスター』の主題歌を収録。パッケージには『ポケットモンスター アドバンスジェネレーション』のロゴが入っている。 10曲目はテレビBGMオーケストラアレンジ。 |
| eM10 | 10                                      | 闘い                                                |                                                                   | アニメ版『ポケットモンスター』の主題歌を収録。パッケージには『ポケットモンスター アドバンスジェネレーション』のロゴが入っている。 10曲目はテレビBGMオーケストラアレンジ。 |
| eM11 | 「アニメミックス 2」                    | 「アニメミックス 2」                                | 「アニメミックス 2」                                              | 「アニメミックス 2」 |
| eM11 | 1                                       | ヒカリへ                                            | ザ・ベイビースターズ （ONE PIECE）                                | |
| eM11 | 2                                       | LONG WAY                                            | Ikuo （テニスの王子様）                                           | |
| eM11 | 3                                       | CHANGE THE WORLD                                    | V6 （犬夜叉）                                                     | |
| eM11 | 4                                       | 「名探偵コナン」メイン・テーマ                      | （名探偵コナン）                                                  | |
| eM11 | 5                                       | 風の谷のナウシカ                                    | 安田成美 （風の谷のナウシカ）                                     | |
| eM11 | 6                                       | カサブタ                                            | 千綿ヒデノリ （金色のガッシュベル!!）                             | |
| eM11 | 7                                       | ルージュの伝言                                      | 荒井由実 （魔女の宅急便）                                         | |
| eM11 | 8                                       | Believe                                             | 玉置成実 （機動戦士ガンダムSEED）                                 | |
| eM11 | 9                                       | BOY'S HEART                                         | 藤井フミヤ （鉄腕アトム）                                         | |
| eM11 | 10                                      | おどるポンポコリン                                  | B.B.クイーンズ （ちびまる子ちゃん）                               | |
| eM12 | 「I love クラシック 2」                 | 「I love クラシック 2」                             | 「I love クラシック 2」                                           | 「I love クラシック 2」 |
| eM12 | 1                                       | 運命                                                | ベートーベン                                                      | |
| eM12 | 2                                       | 美しき青きドナウ                                    | J・シュトラウスII世                                               | |
| eM12 | 3                                       | ワルキューレの騎行                                  | ワーグナー                                                        | |
| eM12 | 4                                       | クシコスポスト                                      | ネッケ                                                            | |
| eM12 | 5                                       | 展覧会の絵                                          | ムソルグスキー                                                    | |
| eM12 | 6                                       | ラデツキー行進曲                                    | J・シュトラウスII世                                               | |
| eM12 | 7                                       | 新世界より                                          | ドヴォルザーク                                                    | |
| eM12 | 8                                       | 威風堂々 第一番                                     | エルガー                                                          | |
| eM12 | 9                                       | 交響曲第六番「悲愴」                                | チャイコフスキー                                                  | |
| eM12 | 10                                      | トルコ行進曲                                        | モーツァルト                                                      | |
| eM13 | 「コンチェルトセレクション」            | 「コンチェルトセレクション」                        | 「コンチェルトセレクション」                                      | 「コンチェルトセレクション」 |
| eM13 | 1                                       | 世界に一つだけの花 〜コンチェルトアレンジ〜         | SMAP                                                              | コンチェルト通信ケーブルと同時発売で、協奏曲のみ収録している。 |
| eM13 | 2                                       | LET IT BE                                           | THE BEATLES                                                       | コンチェルト通信ケーブルと同時発売で、協奏曲のみ収録している。 |
| eM13 | 3                                       | カルメン                                            | ビゼー                                                            | コンチェルト通信ケーブルと同時発売で、協奏曲のみ収録している。 |
| eM13 | 4                                       | ミッキーマウスマーチ                                |                                                                   | コンチェルト通信ケーブルと同時発売で、協奏曲のみ収録している。 |
| eM13 | 5                                       | MY HEART WILL GO ON                                 | （映画「タイタニックより）                                        | コンチェルト通信ケーブルと同時発売で、協奏曲のみ収録している。 |
| eM13 | 6                                       | アメイジング グレイス                               |                                                                   | コンチェルト通信ケーブルと同時発売で、協奏曲のみ収録している。 |
| eM13 | 7                                       | アマリリス                                          | ギス                                                              | コンチェルト通信ケーブルと同時発売で、協奏曲のみ収録している。 |
| eM13 | 8                                       | メヌエット                                          | J.S.バッハ                                                        | コンチェルト通信ケーブルと同時発売で、協奏曲のみ収録している。 |
| eM13 | 9                                       | ゆめいっぱい                                        | （アニメ「ちびまる子ちゃん」より）                                | コンチェルト通信ケーブルと同時発売で、協奏曲のみ収録している。 |
| eM13 | 10                                      | 組曲「惑星」より「木星」                            | ホルスト                                                          | コンチェルト通信ケーブルと同時発売で、協奏曲のみ収録している。 |
| eM14 | 「ディズニーセレクション 1」            | 「ディズニーセレクション 1」                        | 「ディズニーセレクション 1」                                      | 「ディズニーセレクション 1」 |
| eM14 | 1                                       | サークル・オブ・ライフ                              | （ライオン・キング）                                              | ディズニー作品の主題歌を収録。 |
| eM14 | 2                                       | ユール・ビー・イン・マイ・ハート                    | （ターザン）                                                      | ディズニー作品の主題歌を収録。 |
| eM14 | 3                                       | ホール・ニュー・ワールド                            | （アラジン）                                                      | ディズニー作品の主題歌を収録。 |
| eM14 | 4                                       | アンダー・ザ・シー                                  | （リトル・マーメイド）                                            | ディズニー作品の主題歌を収録。 |
| eM14 | 5                                       | ビューティー・アンド・ザ・ビースト                  | （美女と野獣）                                                    | ディズニー作品の主題歌を収録。 |
| eM14 | 6                                       | ハワイアン・ローラー・コースター・ライド            | （リロ&スティッチ）                                               | ディズニー作品の主題歌を収録。 |
| eM14 | 7                                       | ディス・イズ・ハロウィーン                          | （ナイトメアー・ビフォア・クリスマス）                            | ディズニー作品の主題歌を収録。 |
| eM14 | 8                                       | 魔法使いの弟子                                      | （ファンタジア）                                                  | ディズニー作品の主題歌を収録。 |
| eM14 | 9                                       | 星に願いを                                          | （ピノキオ）                                                      | ディズニー作品の主題歌を収録。 |
| eM14 | 10                                      | ゴー・ザ・ディスタンス                              | （ヘラクレス）                                                    | ディズニー作品の主題歌を収録。 |
| eM15 | 「エヴィオセレクション 04」             | 「エヴィオセレクション 04」                         | 「エヴィオセレクション 04」                                       | 「エヴィオセレクション 04」 |
| eM15 | 1                                       | きよしこの夜                                        |                                                                   | 帯に「これが冬ベスト!」と書かれており、冬に関連する楽曲を収録。 |
| eM15 | 2                                       | シャボン玉                                          | モーニング娘。                                                    | 帯に「これが冬ベスト!」と書かれており、冬に関連する楽曲を収録。 |
| eM15 | 3                                       | さくら（独唱）                                      | 森山直太朗                                                        | 帯に「これが冬ベスト!」と書かれており、冬に関連する楽曲を収録。 |
| eM15 | 4                                       | DEPARTURES                                          | globe                                                             | 帯に「これが冬ベスト!」と書かれており、冬に関連する楽曲を収録。 |
| eM15 | 5                                       | ふるさと                                            |                                                                   | 帯に「これが冬ベスト!」と書かれており、冬に関連する楽曲を収録。 |
| eM15 | 6                                       | らいおんハート                                      | SMAP                                                              | 帯に「これが冬ベスト!」と書かれており、冬に関連する楽曲を収録。 |
| eM15 | 7                                       | クリスマス・イブ                                    | 山下達郎                                                          | 帯に「これが冬ベスト!」と書かれており、冬に関連する楽曲を収録。 |
| eM15 | 8                                       | WHITE LOVE                                          | SPEED                                                             | 帯に「これが冬ベスト!」と書かれており、冬に関連する楽曲を収録。 |
| eM15 | 9                                       | 異邦人                                              | 久保田早紀                                                        | 帯に「これが冬ベスト!」と書かれており、冬に関連する楽曲を収録。 |
| eM15 | 10                                      | 交響曲第九番第四楽章より                            | ベートーベン                                                      | 帯に「これが冬ベスト!」と書かれており、冬に関連する楽曲を収録。 |
| eM16 | 「高嶋ちさ子セレクション」              | 「高嶋ちさ子セレクション」                          | 「高嶋ちさ子セレクション」                                        | 「高嶋ちさ子セレクション」 |
| eM16 | 1                                       | G線上のアリア                                       | バッハ アルバム『CHISA&MINO2』収録                                | 全曲、高嶋ちさ子のアルバムの収録曲。 9曲目、10曲目は協力コンチェルトモード対応。                                                                                          |
| eM16 | 2                                       | ルパン三世                                          | アニメ「ルパン三世」 アルバム『風のとおり道』収録                 | 全曲、高嶋ちさ子のアルバムの収録曲。 9曲目、10曲目は協力コンチェルトモード対応。                                                                                          |
| eM16 | 3                                       | 太陽がいっぱい                                      | 映画「太陽がいっぱい」 アルバム『シネマ・オン・ヴァイオリン』収録 | 全曲、高嶋ちさ子のアルバムの収録曲。 9曲目、10曲目は協力コンチェルトモード対応。                                                                                          |
| eM16 | 4                                       | オリビアを聴きながら                                | 杏里 アルバム『Lovin' You』収録                                   | 全曲、高嶋ちさ子のアルバムの収録曲。 9曲目、10曲目は協力コンチェルトモード対応。                                                                                          |
| eM16 | 5                                       | 風のとおり道                                        | アニメ「となりのトトロ」 アルバム『風のとおり道』収録             | 全曲、高嶋ちさ子のアルバムの収録曲。 9曲目、10曲目は協力コンチェルトモード対応。                                                                                          |
| eM16 | 6                                       | 春のスケッチ                                        | 加羽沢美濃 アルバム『CHISA&MINO』収録                             | 全曲、高嶋ちさ子のアルバムの収録曲。 9曲目、10曲目は協力コンチェルトモード対応。                                                                                          |
| eM16 | 7                                       | タイスの瞑想曲                                      | マスネ アルバム『Aria』収録                                       | 全曲、高嶋ちさ子のアルバムの収録曲。 9曲目、10曲目は協力コンチェルトモード対応。                                                                                          |
| eM16 | 8                                       | ブエノスアイレスの冬                                | ピアソラ アルバム『AROUND THE WORLD』収録                         | 全曲、高嶋ちさ子のアルバムの収録曲。 9曲目、10曲目は協力コンチェルトモード対応。                                                                                          |
| eM16 | 9                                       | 君をのせて                                          | アニメ「天空の城ラピュタ」 アルバム『風のとおり道』収録           | 全曲、高嶋ちさ子のアルバムの収録曲。 9曲目、10曲目は協力コンチェルトモード対応。                                                                                          |
| eM16 | 10                                      | ヴァイオリンコンチェルトメドレー                    | アルバム『めざましクラシックス2003』収録                          | 全曲、高嶋ちさ子のアルバムの収録曲。 9曲目、10曲目は協力コンチェルトモード対応。                                                                                          |
| eM17 | 「みんなのエヴィオ」                    | 「みんなのエヴィオ」                                | 「みんなのエヴィオ」                                              | 「みんなのエヴィオ」 |
| eM17 | 1                                       | 勇気100%                                            | 忍玉乱太郎                                                        | 9曲目、10曲目はコンチェルトアレンジで、協力コンチェルトモード対応。 |
| eM17 | 2                                       | だんご3兄弟                                         | 速水けんたろう・茂森あゆみ                                        | 9曲目、10曲目はコンチェルトアレンジで、協力コンチェルトモード対応。 |
| eM17 | 3                                       | WAになっておどろう                                  | V6                                                                | 9曲目、10曲目はコンチェルトアレンジで、協力コンチェルトモード対応。 |
| eM17 | 4                                       | ハム太郎とっとこうた                                | とっとこハム太郎                                                  | 9曲目、10曲目はコンチェルトアレンジで、協力コンチェルトモード対応。 |
| eM17 | 5                                       | ブンブンブン                                        |                                                                   | 9曲目、10曲目はコンチェルトアレンジで、協力コンチェルトモード対応。 |
| eM17 | 6                                       | おにのパンツ                                        |                                                                   | 9曲目、10曲目はコンチェルトアレンジで、協力コンチェルトモード対応。 |
| eM17 | 7                                       | おさかな天国                                        | 柴矢裕美                                                          | 9曲目、10曲目はコンチェルトアレンジで、協力コンチェルトモード対応。 |
| eM17 | 8                                       | ドラえもんのうた                                    | ドラえもん                                                        | 9曲目、10曲目はコンチェルトアレンジで、協力コンチェルトモード対応。 |
| eM17 | 9                                       | ひょっこりひょうたん島                              |                                                                   | 9曲目、10曲目はコンチェルトアレンジで、協力コンチェルトモード対応。 |
| eM17 | 10                                      | 大きな古時計                                        |                                                                   | 9曲目、10曲目はコンチェルトアレンジで、協力コンチェルトモード対応。 |
| eM18 | 「エヴィオチャレンジ!」                 | 「エヴィオチャレンジ!」                             | 「エヴィオチャレンジ!」                                           | 「エヴィオチャレンジ!」 |
| eM18 | 1                                       | アンパンマンのマーチ                                | アニメ「それゆけ! アンパンマン」より                              | 11曲目、12曲目は隠し曲。 楽曲以外にミニゲームも収録。 |
| eM18 | 2                                       | おしえて                                            | アニメ「アルプスの少女ハイジ」より                                | 11曲目、12曲目は隠し曲。 楽曲以外にミニゲームも収録。 |
| eM18 | 3                                       | となりのトトロ                                      | アニメ「となりのトトロ」より                                      | 11曲目、12曲目は隠し曲。 楽曲以外にミニゲームも収録。 |
| eM18 | 4                                       | いとしのエリー                                      | サザンオールスターズ                                              | 11曲目、12曲目は隠し曲。 楽曲以外にミニゲームも収録。 |
| eM18 | 5                                       | LOVEマシーン                                        | モーニング娘。                                                    | 11曲目、12曲目は隠し曲。 楽曲以外にミニゲームも収録。 |
| eM18 | 6                                       | いい日旅立ち                                        | 山口百恵                                                          | 11曲目、12曲目は隠し曲。 楽曲以外にミニゲームも収録。 |
| eM18 | 7                                       | Yeah! めっちゃホリディ!                             | 松浦亜弥                                                          | 11曲目、12曲目は隠し曲。 楽曲以外にミニゲームも収録。 |
| eM18 | 8                                       | ユーモレスク                                        | ドヴォルザーク                                                    | 11曲目、12曲目は隠し曲。 楽曲以外にミニゲームも収録。 |
| eM18 | 9                                       | アイーダ 凱旋行進曲                                 | ヴェルディ                                                        | 11曲目、12曲目は隠し曲。 楽曲以外にミニゲームも収録。 |
| eM18 | 10                                      | ウィリアム・テル序曲                                | ロッシーニ                                                        | 11曲目、12曲目は隠し曲。 楽曲以外にミニゲームも収録。 |
| eM18 | 11                                      |                                                     |                                                                   | 11曲目、12曲目は隠し曲。 楽曲以外にミニゲームも収録。 |
| eM18 | 12                                      |                                                     |                                                                   | 11曲目、12曲目は隠し曲。 楽曲以外にミニゲームも収録。 |

各ソフトの発売時期は、判明しているもので以下の通り。
- eM1〜8：2003年7月31日（ローンチタイトル）[7]
- eM9・10：2003年8月中旬[11]
- eM11・12：2003年10月上旬[12]
- eM13：2003年11月6日[9]
- eM18：2004年3月25日[8]

### ジュニア本体
全50曲収録しており、うち40曲は童謡である。歌詞カードが付属した。